# Pontifício Instituto de Estudos Medievais
O Pontifício Instituto de Estudos Medievais (PIMS) é um instituto de pesquisa da Universidade de Toronto que se dedica aos estudos avançados da cultura da Idade Média.

## Governança
O arcebispo católico romano de Toronto, atualmente Thomas Christopher Collins, atua como chanceler do instituto. O Praeses (ou presidente) do Instituto é Augustine Thompson, O.P.

## História
Foi fundado em 1929 como Instituto de Estudos Medievais do St. Michael's College da Universidade de Toronto. Étienne Gilson, então da Sorbonne, foi fundamental em sua fundação, junto com Henry Carr e Edmund J. McCorkell da Congregação de São Basílio e St. Michael's College. Em 1939 foi concedida uma carta pontifícia pelo Papa Pio XII, pelo qual foi conferido o poder de conceder graus de licenciatura e doutoramento em estudos medievais.
Em 1964, a Universidade de Toronto estabeleceu o Centro de Estudos Medievais como parte da Escola de Estudos de Pós-Graduação, para alunos em busca de um mestrado ou doutorado em estudos medievais. O ensino nesses níveis passou gradualmente do Instituto para o Centro. (O Centro usa oficialmente a grafia "medieval" enquanto o PIMS usa "mediaeval". ) Os alunos do Centro de Estudos Medievais têm acesso ao edifício e à biblioteca do PIMS.
Até 1958, o instituto tinha seu próprio regimento. De 1958 a 2005, o PIMS foi uma divisão do St. Michael's College. A Lei do Pontifício Instituto de Estudos Medievais de 2005 deu ao instituto autonomia acadêmica em relação à universidade. De acordo com a lei, o PIMS é administrado por um conselho de governadores com seus assuntos acadêmicos investidos no Conselho do Instituto do corpo docente, consistindo de bolsistas e bolsistas associados.

## Programa de Pós-Doutorado e Licença em Estudos Medievais
Em 1998, o instituto tornou-se um centro de pesquisa exclusivamente de pós-doutorado, e aceita alunos que concluíram o doutorado recentemente e que desejam realizar pesquisas especializadas em estudos medievais. O PIMS oferece uma Licença em Estudos Medievais (LMS) como um diploma exclusivamente para alunos que concluíram seus estudos de pós-doutorado lá. (O aplicativo para o LMS se refere a ele como um " Licenciado " e não como uma "Licença".) Excepcionalmente para o licenciado pontifício, o grau é concedido após o seu titular já ter concluído o doutoramento, e não a caminho.

## Gilson Lectures
Desde 1979, o instituto recebe uma palestra anual de "um medievalista sênior" em homenagem a seu co-fundador e seus interesses de pesquisa. Os palestrantes anteriores incluem Jaroslav Pelikan, Mark D. Jordan, John F. Wippel, Peter Brown e Francis Oakley. Foram ministradas palestras sobre temas como filosofia medieval, arte medieval, medicina na Idade Média e historiografia medieval.

## Biblioteca
O instituto possui sua própria biblioteca com mais de 150.000 volumes, uma das maiores coleções de documentação medieval daAmérica do Norte. A biblioteca faz parte do sistema maior das Bibliotecas da Universidade de Toronto. A biblioteca contém mais de 9.000 rolos de microfilme e mais de 60.000 slides. Os materiais não estão circulando e o uso da biblioteca é geralmente restrito ao PIMS e ao corpo docente do Centro de Estudos Medievais, pesquisadores e alunos de pós-graduação, embora os passes de visitantes possam ser obtidos entrando em contato com a própria biblioteca.

## Publicação
O PIMS também tem um extenso programa de publicação que inclui seu jornal anual de pesquisa sobre a Idade Média, Mediaeval Studies, que começou em 1939. Em 2004, atingiu o 66º volume. Uma coleção de Gilson Lectures com foco em Tomás de Aquino foi publicada em 2008.

## Professores e bolsistas
Professores e bolsistas de pesquisa, visitantes e outros, associados ao PIMS incluíram:
- Leonard Boyle (1923–1999), por vezes prefeito da Biblioteca do Vaticano
- Osmund Lewry (1929-1987), historiador intelectual, especializado em filosofia
- Jacques Maritain (1882–1973), filósofo católico francês
- John Marenbon (n. 1955), estudioso de filosofia medieval
- Joseph Owens (1908–2005), estudioso de filosofia escolástica
- C.J. Ryan (1943–2004), estudioso italiano